# Natoya Goule-Toppin
Natoya Viola Goule-Toppin (* 30. März 1991 in Bellefield als Natoya Goule) ist eine jamaikanische Leichtathletin, die sich auf den 800-Meter-Lauf spezialisiert hat und in dieser Disziplin den jamaikanischen Landesrekord hält. Ihr Ehemann ist der ehemalige Sprinter Jovon Toppin aus Trinidad und Tobago.

## Sportliche Laufbahn
Erste internationale Erfahrungen sammelte Natoya Goule-Toppin bei den CARIFTA-Games 2005 in Bacolet, bei denen sie einen Doppelsieg über 800 und 1500 Meter feiern konnte. Auch bei den CARIFTA-Games im Jahr darauf in Les Abymes siegte in diesen Disziplinen sowie mit der jamaikanischen 4-mal-400-Meter-Staffel, wie auch bei den Panamerikanischen Juniorenmeisterschaften in Port of Spain im Anschluss. Ebenfalls zwei Goldmedaillen gewann sie bei den CARIFTA-Games in Providenciales und qualifizierte sich damit für die Jugendweltmeisterschaften in Ostrava, bei denen sie mit 2:08,37 min im Halbfinale ausschied. 2008 feierte sie in Basseterre erneut einen Doppelsieg bei den CARIFTA-Games. Anschließend schied sie bei den Juniorenweltmeisterschaften in Bydgoszcz über 800 Meter und mit der jamaikanischen Stafette in der ersten Runde aus. 2009 und 2010 feierte sie abermals den Gewinn von drei Goldmedaillen. 2010 siegte sie daraufhin auch in 2:07,20 min bei den CAC-Juniorenmeisterschaften in Santo Domingo. Im Anschluss gewann sie bei den Juniorenweltmeisterschaften in Moncton in 3:32,24 min die Bronzemedaille mit der Staffel und schied über 800 Meter mit 2:05,07 min im Halbfinale aus.
2011 gewann sie bei den CAC-Meisterschaften in Mayagüez in 2:02,83 min die Bronzemedaille über 800 Meter und siegte im Staffelbewerb in 3:29,86 min. Zwei Jahre darauf siegte sie bei den Meisterschaften in Morelia in 2:02,02 min und wurde mit der Staffel disqualifiziert. Zudem qualifizierte sie sich erstmals für die Weltmeisterschaften in Moskau, bei denen sie mit 2:00,93 min in der Vorrunde ausschied. Bei den Hallenweltmeisterschaften in Sopot wurde sie in 2:01,89 min Sechste und gewann mit der Staffel die Silbermedaille, wobei sie nur im Vorlauf zum Einsatz kam. Bei den IAAF World Relays 2014 auf den Bahamas belegte sie mit der 4-mal-800-Meter-Staffel in 8:17,22 min Rang fünf. Bei den Commonwealth Games in Glasgow schied sie mit 2:04,23 min im Halbfinale aus. Im Jahr darauf qualifizierte sie sich erneut für die Weltmeisterschaften in Peking, bei denen sie mit 2:02,37 min im Vorlauf ausschied. Auch bei den Hallenweltmeisterschaften in Portland schied sie mit 2:08,23 min in der Vorrunde aus. Bei den Olympischen Spielen in Rio de Janeiro konnte sie sich mit 2:00,49 min ebenfalls nicht für eine nächste Runde qualifizieren.
2017 erfolgte bei den Weltmeisterschaften in London mit einer Zeit von 2:01,77 min ebenfalls das Erstrundenaus, wie auch bei den Hallenweltmeisterschaften in Birmingham 2018 mit 2:02,49 min. In der Freiluftsaison stieg sie dann in die Weltspitze auf. Zunächst gewann sie im April bei den Commonwealth Games im australischen Gold Coast in 1:58,82 min die Bronzemedaille hinter der Südafrikanerin Caster Semenya und Margaret Nyairera Wambui aus Kenia. Beim Diamond-League-Meeting in Monaco verbesserte sie den jamaikanischen Rekord auf 1:56,15 min. Anschließend gewann sie bei den NACAC-Meisterschaften in Toronto in 1:57,95 min die Silbermedaille hinter der US-Amerikanerin Ajeé Wilson. Über die Saison hinweg blieb sie zehn Mal unter der 2-Minuten-Marke und steigerte ihre persönliche Bestleistung um über drei Sekunden. Bei den Panamerikanischen Spielen 2019 in Lima gewann sie in 2:01,26 min Gold über 800 Meter und mit der jamaikanischen 4-mal-400-Meter-Staffel in 3:27,61 min die Bronzemedaille hinter den Vereinigten Staaten und Kanada. Bei den Weltmeisterschaften in Doha kam sie über 800 Meter bis in das Finale, in dem sie in 2:00,11 min den sechsten Platz belegte. 2021 erreichte sie bei den Olympischen Spielen in Tokio das Finale und belegte dort mit 1:58,26 min den achten Platz. Zuvor wurde sie bei der Doha Diamond League in 1:59,70 min Zweite und beim Bauhaus-Galan gelangte sie nach 1:56,44 min ebenfalls auf Rang zwei. Nach den Spielen wurde sie beim Prefontaine Classic in 1:57,71 min Dritte und siegte dann beim Memorial Van Damme in 1:58,09 min.
Im Februar 2022 steigerte sie den jamaikanischen Hallenrekord über 800 m auf 1:58,46 min und belegte dann im März in 2:01,18 min den vierten Platz bei den Hallenweltmeisterschaften in Belgrad. Mitte Mai wurde sie beim British Grand Prix in 2:00,13 min Dritte und im Juli gelangte sie bei den Weltmeisterschaften in Eugene bis ins Finale und belegte dort in 1:57,90 min den fünften Platz. Anschließend wurde sie bei den Commonwealth Games in Birmingham in 1:57,88 min Vierte und gewann mit der jamaikanischen 4-mal-400-Meter-Staffel in 3:26,93 min gemeinsam mit Shiann Salmon, Junelle Bromfield und Roneisha McGregor die Silbermedaille hinter dem kanadischen Team. Im September wurde sie in 1:57,85 min Zweite bei Weltklasse Zürich und siegte kurz darauf in 1:59,05 min bei der Gala dei Castelli. Im Jahr darauf wurde sie beim Meeting de Paris in 1:58,23 min Dritte, wie auch bei der Athletissima in 1:58,90 min. Auch beim Memoriał Kamili Skolimowskiej gelangte sie mit 1:57,90 min auf Rang drei und wurde dann beim London Athletics Meet in 1:57,61 min Zweite. Daraufhin schied sie bei den Weltmeisterschaften in Budapest mit 2:00,78 min im Halbfinale aus und verpasste mit der Mixed-Staffel mit 3:14,05 min den Finaleinzug. Anschließend siegte sie in 1:57,53 min erneut bei der Gala dei Castelli und verbesserte beim Prefontaine Classic den Landesrekord auf 1:55,96 min und wurde damit Dritte. 2024 schied sie bei den Hallenweltmeisterschaften in Glasgow mit 2:01,41 min im Semifinale aus. Im Mai wurde sie bei den Bislett Games in 1:59,10 min Zweite und im August schied sie bei den Olympischen Sommerspielen in Paris mit 1:59,14 min im Halbfinale aus. Im September wurde sie beim Memorial Van Damme in 1:58,94 min Dritte. 
In den Jahren von 2013 bis 2019 sowie 2021, 2023 und 2024 sicherte sich Goule-Toppin jedes Jahr den Jamaikanischen Meistertitel im 800-Meter-Lauf. Sie absolvierte ein Studium der Kommunikationswissenschaften an der Clemson University in South Carolina.

## Persönliche Bestzeiten
- 400 Meter: 51,52 s, 16. April 2011 in El Paso
- 600 Meter: 1:24,06 min, 30. April 2022 in Philadelphia
  - 600 Meter (Halle): 1:25,35 min, 17. Februar 2017 in Clemson
- 800 Meter: 1:55,96 min, 17. September 2023 in Eugene (jamaikanischer Rekord)
  - 800 Meter (Halle): 1:58,46 min, 17. Februar 2022 in Liévin (jamaikanischer Rekord)
- 1000 Meter: 2:34,37 min, 25. August 2024 in Chorzów (jamaikanischer Rekord)
  - 1000 Meter (Halle): 2:37,55 min, 26. Januar 2019 in New York City (jamaikanischer Rekord)
- 1500 Meter: 4:08,66 min, 9. Mai 2021 in Walnut